# قرار مجلس الأمن التابع للأمم المتحدة رقم 460
قرار مجلس الأمن التابع للأمم المتحدة رقم 460، المعتمد في 21 كانون الأول / ديسمبر 1979، بعد الإحاطة علما باتفاق لانكستر هاوس، قرر المجلس إنهاء التدابير المتخذة ضد روديسيا الجنوبية في القرارين 232 (1966) و253 (1968) وأي قرارات لاحقة. وشجب القرار «الخسائر في الأرواح والهدر والمعاناة» على مدى السنوات الـ 14 الماضية بسبب التمرد في روديسيا الجنوبية.
وواصل القرار بحل اللجنة المنشأة بموجب القرار 253، وأثنى على الدول الأعضاء، ولا سيما دول خط المواجهة، لتنفيذها العقوبات المفروضة على روديسيا الجنوبية. وطالب المجلس المجتمع الدولي تقديم مساعدة عاجلة لشعب زيمبابوي، وذكّر الأطراف بالتمسك بالاتفاق.
وأنهى القرار بدعوة الدولة القائمة بالإدارة، المملكة المتحدة، إلى ضمان عدم بقاء أو دخول قوات جنوب أفريقية أو أي مرتزقة آخرين إلى البلاد. أخيرًا، قرر المجلس إبقاء الوضع قيد المراجعة حتى تحصل روديسيا الجنوبية على الاستقلال الكامل (كزمبابوي).
تم اعتماد القرار بأغلبية 13 صوتًا، بينما امتنعت تشيكوسلوفاكيا والاتحاد السوفيتي عن التصويت.